# Iszme-Dagan I

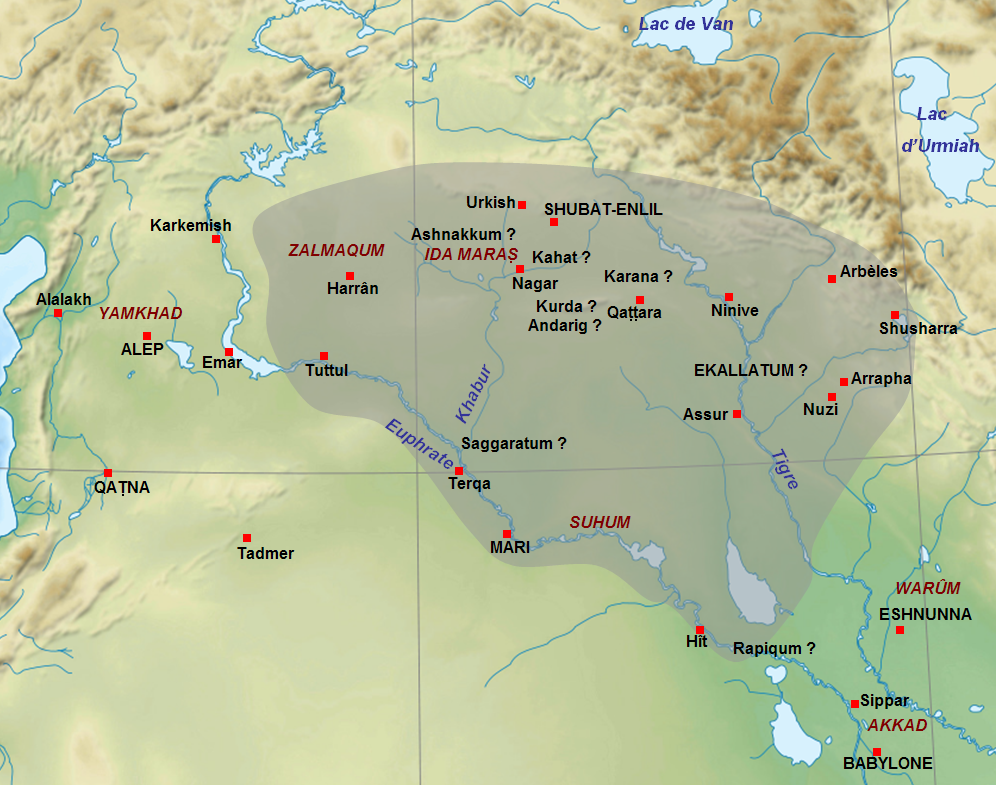
Mapa północnej Mezopotamii z zaznaczonym zasięgiem królestwa Szamszi-Adada I (1814-1782 p.n.e.)

Iszme-Dagan I (akad. Išme-Dagan, tłum. „bóg Dagan wysłuchał”) – syn króla asyryjskiego Szamszi-Adada I, starszy brat Jasmah-Adada; według Asyryjskiej listy królów panować miał przez 40 lat (1781-1741? p.n.e. - chronologia średnia). Początkowo panował jako wicekról w Ekallatum, a następnie ok. 1780 r. p.n.e. przejął władzę w Asyrii po śmierci swojego ojca. Asyria była wówczas uważana za największe imperium ówczesnego świata.

## Panowanie
Od początku panowania Iszme-Dagan musiał zmagać się z lokalnymi buntami w prowincjach królestwa. Między innymi tłumił groźne powstanie, które wybuchło w kraju Szuszarra, pod wodzą Lidai, przywódcy huryckiego plemienia Turukku. Ponieważ walki toczyły się głównie w rejonach górskich, Iszme-Dagan podjął decyzję o wycofaniu wojsk asyryjskich z Szuszarry. Powstania nie udało się stłumić, a król potrzebował żołnierzy na innych frontach. Zaatakował kraj Uta i podbił go. W celu umocnienia władzy w zdobytej krainie, planował przeniesienie brata Jasmah-Adada, wicekróla w Mari, właśnie do Uta. Zaangażowanie się Iszme-Dagana w Uta wykorzystał Zimri-Lim, król Mari na wygnaniu. Udało mu się przegnać Jasmah-Adada, odzyskać władzę w mieście Mari i ogłosić się jego prawowitym władcą.
W okresie rządów Iszme-Dagana pozycja Asyrii w Mezopotamii wyraźnie osłabła, gdyż władca ten musiał toczyć nieustanne wojny z Mari, Esznunną i Elamem, których władcy próbowali przejąć kontrolę nad obszarami podbitymi wcześniej przez Szamszi-Adada I. Broniąc się przed nimi zawarł sojusz z plemieniem Turukku, z którym uprzednio walczył. Córka księcia Turukku została zaręczona z synem Iszme-Dagana Mut-Aszkurem. Iszme-Dagan korzystał też z pomocy wojskowej Babilonu, który pod panowaniem Hammurabiego zaczął nabierać coraz większego znaczenia. Mimo tej pomocy nie udało mu się jednak utrzymać zdobyczy ojca i obszar przez niego kontrolowany skurczył się do terenów położonych wokół miast Ekallatum, Aszur i Niniwa. W 1755 r. p.n.e. państwo jego zaatakował i zajął Hammurabi. Iszme-Dagan utrzymał tron, ale do końca panowania musiał uznawać zwierzchność króla Babilonii. Według asyryjskiej listy królów Iszme-Dagan panować miał 40 lat, co umieszcza datę jego śmierci ok. 1740 r. p.n.e. Wraz z jego śmiercią w Asyrii zapanowała anarchia - o tron walczyło kilku pretendentów z Mut-Aszkurem na czele.